# Cliopsis
Cliopsis is een geslacht van weekdieren uit de klasse van de Gastropoda (slakken).

## Soort
- Cliopsis krohnii Troschel, 1854

Niet geaccepteerde naam:
- Cliopsis modesta, synoniem van Clionopsis modesta